# Leptodactylus lauramiriamae
Leptodactylus lauramiriamae es una especie de anfibio anuro de la familia Leptodactylidae.

## Distribución geográfica
Esta especie es endémica de Brasil. Habita:
- en el estado de Mato Grosso en el municipio de Tangará da Serra;
- en el estado de Rondônia en el municipio de Vilhena.[5]

## Etimología
Esta especie lleva el nombre de Laura Miriam Heyer, hija de William Ronald Heyer.

## Publicación original
- Heyer & Crombie, 2005 : Leptodactylus lauramiriamae, a distinctive new species of frog (Amphibia: Anura: Leptodactylidae) from Rondônia, Brazil. Proceedings of the Biological Society of Washington, vol. 118, n.º 3, p. 590–595.[6]